# كازواكي كوريهارا
كازواكي كوريهارا هو لاعب كاراتيه ياباني، ولد في 20 أغسطس 1979 في إيباراكي في اليابان.